# Baye baye
Baye-Baye (phát âm tiếng Tagalog: [ˈbaje ˈbaje]) là một món ăn của người Philippines được làm từ dừa non nạo trộn với gạo mới thu hoạch (pinipig) hoặc ngô và tạo hình thành những miếng chả. Nó là một đặc sản của Pavia, Iloilo.